# Chasmina tenuilinea
Chasmina tenuilinea là một loài bướm đêm trong họ Noctuidae.